# Journal of Applied Statistics
La Journal of Applied Statistics o J.Appl.Stat. es una revista científica revisada por pares que cubre estadísticas aplicadas publicada por Taylor & Francis. Su factor de impacto de Journal Citation Reports fue 1,013 en 2019.

## Creación
La revista fue fundada por Gopal Kanji en 1974 como Bulletin in Applied Statistics (BIAS). Kanji permaneció como editor hasta finales de 2007. 

## Clasificaciones de calidad
En 2020, la Sociedad Australiana de Matemáticas incluyó a J.Appl. Estadística. con una clasificación de B en una escala que incluye A*, A, B y C. J.Appl.Stat. afirma que su factor de impacto de Journal Citation Reports fue de 0,699 en 2017 y de 1,013 en 2019.